# Emil Bulls
Gli Emil Bulls sono un gruppo musicale tedesco, formatosi a Monaco di Baviera nel 1995.

## Formazione
Membri attuali
- Christoph von Freydorf - voce (1995-presente), chitarra (1995-2003)
- James Richardson - basso, cori (1995-presente)
- Stephan Karl - chitarra (1995-presente)
- Andreas "Andy" Bock - chitarra (2009-presente)
- Fabian Füß - batteria (2003-2010; 2017-presente)

Ex membri
- Stefan Finauer - batteria (1995-2003)
- Paul Rzyttka "DJ Zamzoe" - DJ (1997-2005)
- Franz Wickenhäuser - chitarra (1995-1999)
- Christian Schneider - chitarra (1999-2009)
- Klaus Kössinger - batteria (2010-2014)
- Manu Lotter - batteria (2014-2017)

## Discografia

### Album in studio
Album indipendenti
- 1997 - Red Dick's Potatoe Garden
- 2000 - Monogamy

Album per major
- 2001 - Angel Delivery Service
- 2003 - Porcelain
- 2005 - The Southern Comfort
- 2008 - The Black Path
- 2009 - Phoenix
- 2011 - Oceanic
- 2014 - Sacrifice To Venus
- 2014 - Those Were the Days - Best of
- 2016 - XX
- 2017 - Kill Your Demons

### Album dal vivo
- 2007 - The Life Acoustic